# Mei Ushū
Mei Ushū (jap. 羽刕 銘, Ushū Mei; * 2. Mai 1991 in Kushiro, Hokkaidō) ist ein japanischer Eishockeyspieler, der seit 2014 bei den Nippon Paper Cranes aus der Asia League Ice Hockey unter Vertrag steht.

## Karriere
Mei Ushū begann mit dem Eishockey an der privaten Komadai-Oberschule Tomakomai, die regelmäßig die nationalen Oberschulmeisterschaften im Eishockey gewinnt, wo er bis 2009 spielte. Anschließend stand er vier Jahre für das Team der Waseda-Universität auf dem Eis. Seit 2014 spielt er bei den Nippon Paper Cranes in der Asia League Ice Hockey.

### International
Für Japan nahm Ushū an den U18-Weltmeisterschaften der Division I 2008 und 2009 sowie der U20-Weltmeisterschaft der Division I 2011, als er die Ostasiaten als Mannschaftskapitän auf das Eis führte, teil. Außerdem spielte er mit der japanischen Studentenauswahl bei der Winter-Universiade 2011 im türkischen Erzurum.
Mit dem japanischen Herren-Team spielte er erstmals bei der Weltmeisterschaft 2015 in der Division I. Auch bei den Weltmeisterschaften 2017 und 2018 spielte er in der Division I. Bei den Winter-Asienspielen 2017 belegte er mit den Japanern hinter Kasachstan und Südkorea den dritten Platz. Zudem vertrat er seine Farben bei der Qualifikation für die Olympischen Winterspiele 2018 in Pyeongchang.

## Erfolge und Auszeichnungen
- 2017 Bronzemedaille bei den Winter-Asienspielen

## Asia-League-Statistik
(Stand: Ende der Saison 2017/18)